# Albert Stuivenberg
Albert Stuivenberg (Rotterdam, 30 ottobre 1970) è un allenatore di calcio e dirigente sportivo olandese, vice allenatore dell'Arsenal.

## Carriera
Costretto ad abbandonare l'attività agonistica a soli 19 anni a causa di un grave infortunio ai legamenti, ha subito iniziato la carriera di allenatore nelle giovanili del Feyenoord, squadra della sua città natale, in cui è rimasto dal 1991 al 2003. In seguito ha trascorso due anni con l'Al-Jazira, prima di tornare nei Paesi Bassi per guidare la nazionale Under-17, con cui ha vinto due Europei di categoria allenando giocatori come Stefan de Vrij, Daley Blind, Georginio Wijnaldum e Memphis Depay. Dal 2013 al 2014 è stato il commissario tecnico dell'Under-21; nello stesso anno è stato scelto da Louis van Gaal, conosciuto nella precedente esperienza con la KNVB, come suo vice al Manchester United. Dopo l'addio ai Red Devils, ha allenato il Genk, da cui è stato esonerato il 10 dicembre 2017. Il 15 marzo 2018 viene nominato vice allenatore della nazionale gallese, ritrovando così Ryan Giggs, con cui aveva già condiviso il biennio con lo United.
Il 24 dicembre 2019 diventa assistente di Mikel Arteta all'Arsenal, rimanendo nello staff della nazionale gallese fino al 26 luglio 2021.